# Танго-вальс

Открытка «Танго-вальс „Flores del alma“»

Танго-вальс (исп. Tango vals) — южноамериканский танец, одна из трёх главных форм музыки аргентинского танго (танго и милонга).
Танго-вальс — один из самых романтичных танцев в аргентинском танго. Вобравший в себя черты европейского вальса и самого танго, этот танец зажил вполне самостоятельной жизнью. Чувственность и лиричность, нежность и грусть, сентиментальность и страсть наполняют эту музыку глубиной и делают неповторимой и запоминающейся. Танцуется в ритме вальса.
Несколько другая техника шага, ритмические особенности, фразирование и характерные ускорения иногда создают сложности для начинающих танцоров. Компас танго-вальса - несимметричный, шаг делится на три фазы: перенос веса, сбор ног и пауза. Движение в танго-вальсе не равномерно, как в танго, а импульсно. При удвоениях шаги - имеют разную длину, но в сумме они должны дать размер шага в базовом ритме.
Танго-вальс, в отличие от танго и милонги, имеет более туманное прошлое, усложняя возможность проследить его путь от просто вальса к вальсу Криолло (Criollo) и, наконец, до самого танго-вальса.
Вальс — предшественник танго-вальса — намного старше, чем танго. Вальс, безусловно, был одним из первых танцев, где партнеры, танцуя в паре, касались и были обращены лицом друг к другу.
Вальс стал самостоятельным танцем только в конце XVIII века. До того времени танец этот был очень аристократичным, допуская лишь легкое касание рук и «почтительное» расстояние между партнерами в паре. Однако затем всё изменилось, и партнеры стали танцевать в объятиях, смотря друг другу прямо в глаза…
Слово «Creole» (исп. Criollo) описывает рабочий класс аргентинцев «старого запаса», часто потомков смешанной расы испанцев и африканцев, которые остались жить в Аргентине. Этот класс «Creole» оказал очень сильное влияние на танго и даже на репертуар Карлоса Гарделя, который там был известен как «креольская сельская музыка». В 1910-х годах, спустя около тридцати лет, как произошло становление танго, многие композиторы писали свою музыку в размере 3/4. В этот период и родился танго-вальс.
Одним из наиболее известных танго-вальсов — Desde el alma (Бостонский вальс), созданный уругвайским композитором Роситой Мело в 1911 году.